# Flightradar24
Flightradar24是瑞典一家提供实时飞行器飞行状况的互联网服务商，其网站提供航班的飞行轨迹、出发地、目的地、航班号、注册编号、飞机型号、当前位置、预计到达时间、飞行高度和空速等。网站同样可以显示过往航班的信息。网站汇总了多方面的来源，包括美国联邦航空管理局提供的信息，在美国外的很多数据由持有ADS-B的志愿者提供。该服务由两名瑞典的航空爱好者于2006年始创，后在瑞典成立Svenska Resenätverket AB公司。服务支持通过网页或移动应用访问。

## 历史
2020年3月3日起，通过卫星收集的 ADS-B 数据可供所有用户使用。使用卫星数据定位的飞机在地图上为蓝色，如果由地面接收器定位，则为黄色。

## 相关事件
Flightradar24曾将日本政府领导人专机的飞行信息与其他民航客机一样显示在地图上。在2014年9月，日本防卫省出于反恐考虑，要求Svenska Resenätverket AB公司不要在网上显示任何日本政府专机的飞行信息。
Flightradar24现多用于媒体报道客机失事或事件，如马来西亚航空370号班机空难以及瑞安航空4978號班機事件。或是航班大面积延误，如2010年埃亚菲亚德拉火山爆发的新闻报道中。
2021年，据中国大陆官方媒体报道，该软件在中国大陆境内招募志愿者收集飞行数据，因能收集部分军用飞机的飞行数据，被中国国家安全机关认定“对军事安全及航空领域安全构成直接威胁”，另据美国之音称，相关部门已展查获数百件违规设备，同时依法暂扣航空迷的设备并进行“严肃批评教育”。同时，该网站的部分功能于同年11月至12月在中国大陆境内无法正常使用，HTTP链接亦一度无法使用，现已恢复正常。Flightradar24在中国应用商店内遭到下架处理，亦无法通过其账户续订。
2022年8月2日，美國眾議院議長（Nancy Pelosi，又譯作佩羅西、裴洛西或波洛西）搭乘C-40C专机（呼号SPAR19）出访台湾，從马来西亚出发，在UTC+8晚间约22:43分到达台北松山机场。該航班飞行过程中Flightradar24网站同時追踪人数曾超过70万人，成为當時网站建立以来追踪人数最多的航班。
2022年9月8日，英國女王伊利莎白二世（HM Queen Elizabeth II）駕崩於蘇格蘭，9月13日，其靈柩由英國皇家空軍波音C17A專機（編號ZZ177，呼號KRF01R）裝載，當日當地時間17ː20自蘇格蘭首府愛丁堡（Edinburgh）啟運至倫敦，當日有超過600萬人追蹤此次「女王最後的飛行」，超越同年8月2日追蹤美國眾議院議長佩洛西訪台航班的人數。